# 佐久間俊直
佐久間 俊直（さくま としなお、1932年6月 - 2004年4月）は、日本のタレント、幼児教育の教育者（造形・絵本作り・グループワークなど）。北海道出身。

## 経歴
小児科医師志望だったが、『うたのえほん』（のちには『おかあさんといっしょに統合』）2代目たいそうのおにいさんで30代での就任は2023年現在、佐久間が唯一の事例である。1963年10月 - 1967年3月の3年半、体操「おもちゃのラッパ」を担当。1966年、うたのえほんに出演する傍ら、『ママとあそぼう!ピンポンパン』の初代お兄さんとしても活動。1967年4月からはおかあさんといっしょで始まった外へ飛び出した野外ロケコーナー、「手をつなごう」にも出演していた。この番組は1976年3月まで続いた。
その他、テレビ東京『おはなしたまてばこ』人形製作、人形劇作家の内山澄子らと「子供の生活と遊び研究室」を持っていて、幼稚園の遊び担当理事、保母・学生達とのゼミや、カルチャースクールで講師として務めていた。また茨城県において約20年間、知的障害者の運動会（ゆうあいスポーツの集い）で総合司会を担当し、亡くなる前年(2003年)に茨城県知事より表彰を受けるなど、その話術は知的障害者のみならず多くの参加者のこころに暖かく響く司会進行であった。2児あり。

## テレビ
- うたのえほん（のちのおかあさんといっしょ）- たいそうのおにいさん
- ママとあそぼう!ピンポンパン（初代お兄さん）
- みたりきいたり

## 関連記事
- 『つくる 造形おもちゃ 佐久間俊直さん』朝日新聞1977年6月12日号、27面